# Jiří Stejskal (malíř, 1932)
Jiří Stejskal (22. září 1932, Soběslav – 2. června 2015, Soběslav) byl český malíř, básník a vysokoškolský učitel.

## Život
Narodil se 22. září roku 1932 v Soběslavi. Absolvoval Pedagogickou fakultu Univerzity Karlovy v Praze v ateliéru Cyrila Boudy, Karla Lidického a Martina Salcmana. Na počátku své kariéry se inspiroval Vincentem van Goghem. Kromě toho maloval i kubistická díla. Většinu svých děl namaloval v Českých Budějovicích nebo v rodné Soběslavi.
Nejčastěji maloval květiny a pohledy na vzdálená města. Jeho obrazy jsou často vystavovány v tuzemských muzeích. Objevily se ale i v Ženevě, Bruselu a Sheffieldu.
Kromě malby se věnoval i psaní básní. Vydal sbírku Barvy na zaschlé paletě, kterou graficky ztvárnil Vlastimil Slabý.
V roce 1984 byl jmenován docentem malby na Jihočeské univerzitě.
Zemřel 2. června roku 2015 v rodné Soběslavi. Bylo mu 82 let.
Jeho syn Jiří se rovněž věnuje malbě a grafice.